# Elisabeth Eleonore Bernhardi
Elisabeth Eleonore Bernhardi (* 8. August 1768 in Freiberg; † 4. März 1849 ebenda) war eine deutsche Schriftstellerin und Pädagogin, die in ihren Schriften für die Frauenbildung eintrat. Sie schrieb auch unter dem Pseudonym Philogyn.

## Leben
Bernhardi wurde als jüngstes von sieben Kindern des Juristen und Bürgermeisters Gottfried Bethmann Bernhardi († 1798) in Freiberg geboren. Im Jahr 1800 gründete sie in Freiberg eine private Töchterschule. Ihre zahlreichen Schriften „sind dem Fache der Erziehung gewidmet“, erschienen jedoch entweder anonym oder unter dem Pseudonym Philogyn. Seit 1814 gab sie das Wochenblatt für die mitleidige Jugend „zum Besten der Waisen des Erzgebirg. Kreises“ heraus, von dem bis 1818 sieben Bände erschienen. Die Einnahmen aus dem Verkauf spendete sie unter anderem der Erzgebirgsstadt Johanngeorgenstadt sowie bedürftigen Schuleinrichtungen. Auch ihr Werk Reise einer Tante in vieler Herren Ländern erschien 1817 „zum Besten der Armen in Sachsen“.
Wie Esther Gad und Amalia Holst gehörte auch Bernhardi zu den Frauen ihrer Zeit, die sich gegen Joachim Heinrich Campe und seine Schrift Väterlicher Rath für meine Tochter aus dem Jahr 1789 wandten. Campe erachtete eine Bildung der Frau nur in dem Maße als sinnvoll, wie sie ihr in der Ausübung ihrer Pflichten als Hausfrau und Mutter dienlich sei. Bernhardi kritisierte in ihrer Schrift Ein Wort zu seiner Zeit Campe, der demnach kinderlosen, unverheirateten Frauen keine Bildung zugestehen würde. Vor allem sah sie im Gegensatz zu Campe die schriftstellerische Betätigung durchaus als Möglichkeit des Gelderwerbs für Frauen an. Eine Frau solle jedoch nur als Autorin tätig werden, wenn sie „Verstand und Kenntnisse genug [habe] um nützliche Bücher zu schreiben“.

## Schriften
- Karl Gottlob Sonntag (Hrsg.): Ein Wort zu seiner Zeit. Für verständige Mütter und erwachsene Töchter. In Briefen einer Mutter (Veröffentlichung anonym.) Craz, Freyberg 1798. (Digitalisat)
- Philogyn: Julie und Friederike. Craz, Freyberg 1799.[5]
- Von d. Verf. d. Julie u. Friederike: Ungewöhnliche Menschen in gewöhnlichen Begebenheiten (1801)[6]
- Elementar-Unterricht. Lehr- und Lesebuch für Kinder. 2 Bände. Feind, Leipzig 1806, (Digitalisat Band 1), (Digitalisat Band 2).
- Von einer Lehrerin: Anweisung für Mütter, die ihre Kinder selbst unterrichten wollen. Zum Elementar-Unterricht für Mädchen. Feind, Leipzig 1806.
- Wochenblatt für die mitleidige Jugend. (7 Bände, 1814–1818). ZDB-ID 2026413-6.
- V. d. Herausg. d. Wochenblatts u. s. w.: Reise einer Tante in vieler Herren Ländern. Ohne Ort und Verlag 1817. (Digitalisat)
- Gottfried Wacker. Ein Buch für junge Profeßionisten und Bürger. Craz, Freyberg 1799. (Digitalisat)